# Kanton Chauvigny
Der Kanton Chauvigny  ist seit 1790 ein französischer Wahlkreis in den Arrondissements Châtellerault, Montmorillon und Poitiers im Département Vienne in der Region Nouvelle-Aquitaine; sein Hauptort ist Chauvigny.

## Gemeinden
Der Kanton besteht aus 15 Gemeinden mit insgesamt 23.337 Einwohnern (Stand: 1. Januar 2022) auf einer Gesamtfläche von 260,77 km²:
| Gemeinde                  | Einwohner 1. Januar 2022 | Fläche km² | Dichte Einw./km² | Code INSEE | Postleitzahl | Arrondissement |
| ------------------------- | ------------------------ | ---------- | ---------------- | ---------- | ------------ | -------------- |
| Archigny                  | 1.060                    | 66,68      | 16               | 86009      | 86210        | Châtellerault  |
| Availles-en-Châtellerault | 1.738                    | 15,46      | 112              | 86014      | 86530        | Châtellerault  |
| Bellefonds                | 250                      | 8,50       | 29               | 86020      | 86210        | Châtellerault  |
| Bonneuil-Matours          | 2.096                    | 42,80      | 49               | 86032      | 86210        | Châtellerault  |
| Cenon-sur-Vienne          | 1.690                    | 8,60       | 197              | 86046      | 86530        | Châtellerault  |
| Chapelle-Viviers          | 564                      | 14,53      | 39               | 86059      | 86300        | Montmorillon   |
| Chauvigny                 | 7.037                    | 95,82      | 73               | 86070      | 86300        | Poitiers       |
| Fleix                     | 144                      | 9,15       | 16               | 86098      | 86300        | Montmorillon   |
| Lauthiers                 | 68                       | 8,16       | 8                | 86122      | 86300        | Montmorillon   |
| Leignes-sur-Fontaine      | 644                      | 32,37      | 20               | 86126      | 86300        | Montmorillon   |
| Monthoiron                | 672                      | 16,66      | 40               | 86164      | 86210        | Châtellerault  |
| Paizay-le-Sec             | 474                      | 34,65      | 14               | 86187      | 86300        | Montmorillon   |
| Sainte-Radégonde          | 184                      | 13,18      | 14               | 86239      | 86300        | Poitiers       |
| Valdivienne               | 2.728                    | 61,24      | 45               | 86233      | 86300        | Montmorillon   |
| Vouneuil-sur-Vienne       | 2.278                    | 36,80      | 62               | 86298      | 86210        | Châtellerault  |
| Kanton Chauvigny          | 21.627                   | 464,60     | 47               | 8605       | –            | –              |

Bis zur landesweiten Neuordnung der französischen Kantone im März 2015 gehörten zum Kanton Chauvigny die acht Gemeinden Chapelle-Viviers, Chauvigny, Fleix, Lauthiers, Leignes-sur-Fontaine, Paizay-le-Sec, Sainte-Radégonde und Valdivienne. Sein Zuschnitt entsprach einer Fläche von 269,10 km2. Er besaß vor 2015 einen anderen INSEE-Code als heute, nämlich 8604.